# خوان ألفاريز (كاتب)
خوان ألفاريز (بالإنجليزية: Juan Álvarez)‏ (1978)؛ روائي كولومبي.